# クマヤキ
クマヤキは、北海道津別町の相生振興公社が製造・販売するクマの形を模した菓子。道の駅あいおいを中心に販売されている。

## 概要
北海道産小麦粉に自家製豆乳を配合した生地の中に餡やクリームなどを入れ焼き上げた、今川焼やたい焼きの派生と言える菓子である。
2009年12月より販売され、4種類ほどを道の駅敷地内にて常時販売するほか東京や札幌といった町外での臨時出店も行われ好評を得ている。主に茶色い皮で餡を入れた「クマヤキ」のほか、豆乳クリーム入りの「ヒグマ」、タピオカを配合した白い皮に餡を入れた「シロクマ」、生クリームと餡入りの「ナマクマ」といったバリエーションが存在し、この他過去にはパンプキンやチーズ&ベーコンといった期間限定商品も生産された。

## 経緯
道の駅あいおいを運営する相生振興公社が、十割そばと地元産大豆を用いた手作り豆腐に次ぐ新たな商品開発を画策する中で今川焼に着目し、地元にちなんだ動物の形の焼き物を検討しクマが出没する地域であることからクマをかたどった形で開発する方向性とした。北海道庁の地域再生チャレンジ交付金を受け、2009年に相生地区で私設美術館「シゲチャンランド」を営む大西重成にデザインを依頼し、麻布十番の鯛焼きに着想を得て頭から尻尾まで餡が詰まった物にしたいという思いや津別町内の農家の庭にあった熊型の庭木の植え込みをモチーフとし、阿寒湖温泉の木彫り熊を元に構想を練り荒々しい木彫りと対照的な腹が膨れた愛嬌のある形で腹の部分に餡を入れる構造とし、また大西のデザインを元にシャツやストラップなどのグッズも展開されている。この他大西は道の駅あいおいのロゴマークのデザインも担当した。
当初は1日20-30個程度・年間400万円ほどの売上で口コミから道東全域に存在が広まる程度だったものの、2016年1月に東武百貨店池袋店での北海道物産展に出店したことをきっかけにSNSでの拡散やテレビ番組での紹介で人気が拡大し、その後も東武池袋店への物産展出店を続け2019年度には4249万円の売上に拡大した。出張販売は夏場の繁忙期を避け冬季に限られており、通信販売を望む声もあり冷凍品の販売の検討も行われたが「相生に来てもらい出来立てを食べてもらうことに意味がある」として取りやめている。また道の駅での販売についても当初のプレハブ施設が手狭になったことから、木造平屋建てに改築し2019年1月12日に「クマヤキハウス」として開業している。2020年11月には閑散期となる冬季の販売促進を目的に50個以上の大口注文を対象として道の駅から片道1時間以内の地域を対象に配達サービスを開始し大西のデザインによる軽トラック配達車「クマヤキ号」を導入、クマヤキの他十割そばや豆腐の配達にも用いられている。
クマヤキの好評を受け、大空町東藻琴では牛のキャラクターをモチーフにした「のんき～焼」、紋別市ではイーフロンティア・システムズによるアザラシのキャラクターをモチーフにした「紋太焼」といった動物型の菓子が道東で複数発売されている。